# Head Lake, Haliburton County
Head Lake är en sjö i Kanada.   Den ligger i countyt Haliburton County och provinsen Ontario, i den sydöstra delen av landet, 220 km väster om huvudstaden Ottawa. Head Lake ligger 315 meter över havet. Arean är 0,66 kvadratkilometer. Den sträcker sig 1,6 kilometer i nord-sydlig riktning, och 1,0 kilometer i öst-västlig riktning.
I omgivningarna runt Head Lake växer i huvudsak blandskog. Runt Head Lake är det mycket glesbefolkat, med 2 invånare per kvadratkilometer.